# BRDM-3
BRDM-3（ロシア語: БРДМ-3）は、ロシア製の偵察戦闘車である（本車以外にも、かつてNATOにより独自にこの名称が付けられていた車両が存在する）。
「BRDM」（ロシア語: БРДМ）とは、「装甲偵察哨戒車」（Бронированная разведывательно-дозорная машина）の略である。

## 概要
ソビエト連邦/ロシアで開発された装甲兵員輸送車、BTR-80の派生型の1つであり、2009年に登場した装輪歩兵戦闘車、BTR-82Aのさらなる派生型で、BTR-82Aの夜間暗視装置を新型のものに換装して各種観測装置を増設し、車両の固有乗員以外の搭乗兵員を3名に減少させ、その代わりに偵察用機材や車載武装の搭載弾薬を増加させている。
BTR-82Aとの外観上の変更点は、BTR-82Aでは車体前面に1基、車体側面に左右各3基設けられていたガンポートが、側面乗降扉に設けられたもの（左右各1基、合計2基）以外は廃止されていることと、戦闘室最前面右側にある指揮官席のハッチ上に備えられていたОУ-5М赤外線投光器がТПН-3-42暗視装置に変更されている点である。
現在、ロシア連邦軍には制式採用されていないが、2011年8月にはケニアに採用されており、88両が総額89億ケニア・シリング（1億560万USドル）で納入されている。
また、これとは別に、かつて西側諸国ではBRDM-2の対戦車車両型（対戦車ミサイル搭載型）に「BRDM-3」の名称を与えており、西側のメディアや書籍では長らく「BRDM-3」の名称で分類されていた。後に情報が公開されてソビエト連邦軍における対戦車車両としての制式名称が知られるようになると、それら一連の対戦車車両は正しい名称で表記されるようになったが、現在においても以前のまま「BRDM-3」と呼称・表記されている例が見られる。